# Manduca contracta
Manduca contracta, là một loài bướm đêm thuộc họ Sphingidae. Loài này được ghi nhận phân bố tại Bolivia, Argentina và có khả năng cũng xuất hiện ở Uruguay.